# Henrique Pousão
Henrique César de Araújo Pousão (Vila Viçosa, 1er juin 1859 - Vila Viçosa, 20 mars 1884) est un peintre portugais.

## Biographie
Henrique Pousão est issu d'une famille aisée de l'Alentejo, où son père exerçait le métier de juge. Il manifeste un talent précoce en copiant un portrait de Rubens à l'âge de 10 ans. En 1872 Pousão entre à l'Académie des Beaux-Arts de Porto, dont il sort diplômé en 1879 après avoir déjà reçu plusieurs prix.
Il voyage ensuite en France, avec son compagnon d'études José Júlio de Sousa Pinto, et étudie à l'École des Beaux-Arts sous la direction d'Adolphe Yvon et d'Alexandre Cabanel. Souffrant de tuberculose, sur les conseils de son médecin, Pousão quitte Paris pour l'Italie. En 1882 il établit un atelier à Rome sur la via dei Portoghesi ; il part ensuite à Naples et Capri. Plusieurs de ses œuvres emblématiques ont été peintes durant cette période. En 1884, toujours malade, il retourne au Portugal où il décède la même année,.

## Œuvre

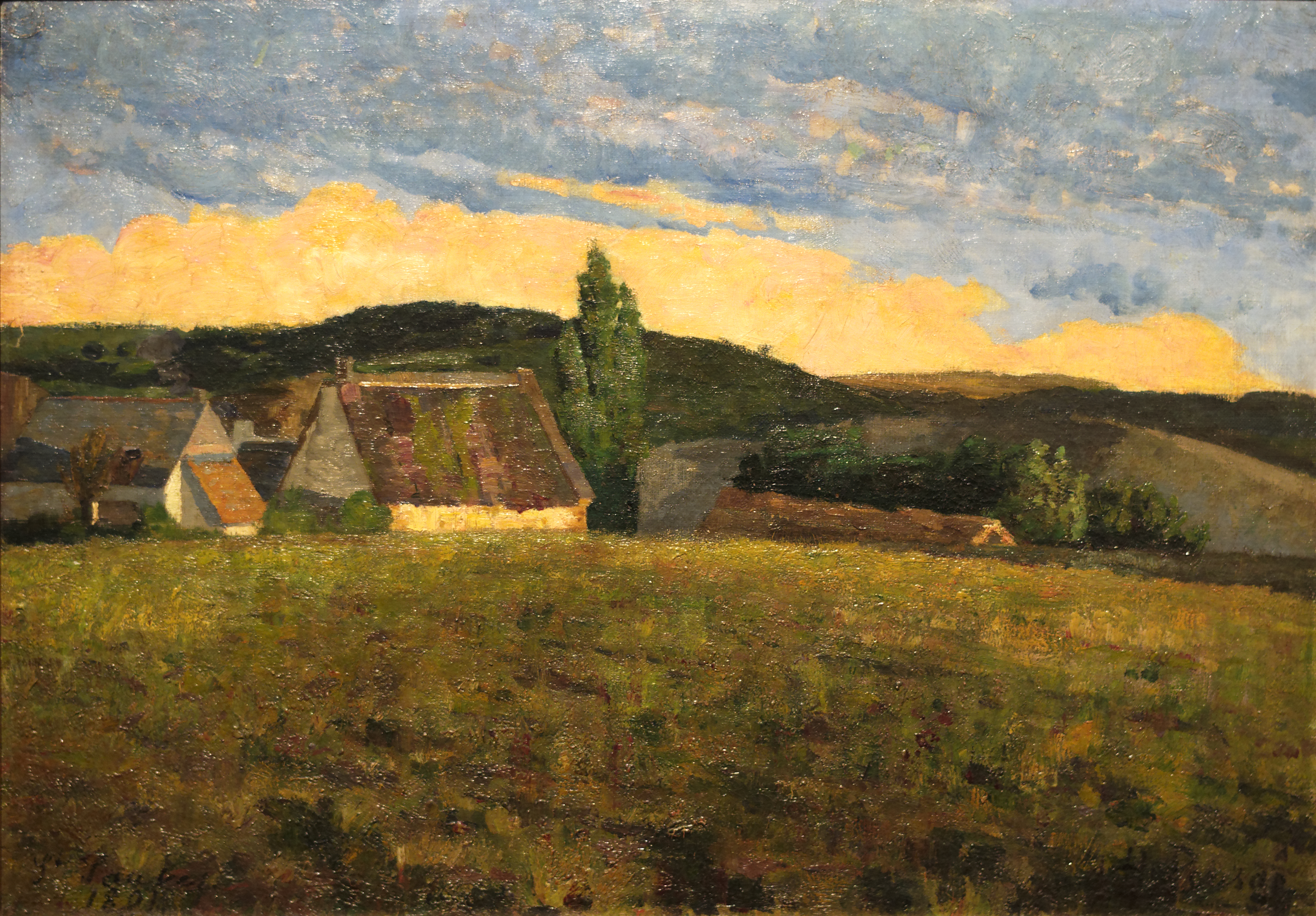
Paysage de Saint-Sauves (1881)

Pousão appartient au mouvement Naturaliste comme António Silva Porto et
João Marques de Oliveira, bien que son travail soit davantage lié à l'impressionnisme. À Paris il est influencé par Édouard Manet, en particulier par son utilisation du noir et son égale proportion des autres couleurs. 
Certains critiques ont vu dans ses paysages, réalisés dans un style plus lâche et expressif, un prélude à l'art moderne et à l'art abstrait. Cette approche figure également dans ses œuvres Miragem et Fachada de Porta Soterrada peintent en 1882. Certaines de ses meilleurs œuvres, d'un style poétique et lumineux, ont été réalisées sur de petits panneaux de bois ne dépassant pas 100 mm X 160 mm. La plus grande collection de ses œuvres se trouve au musée Soares dos Reis à Porto.

## Galerie

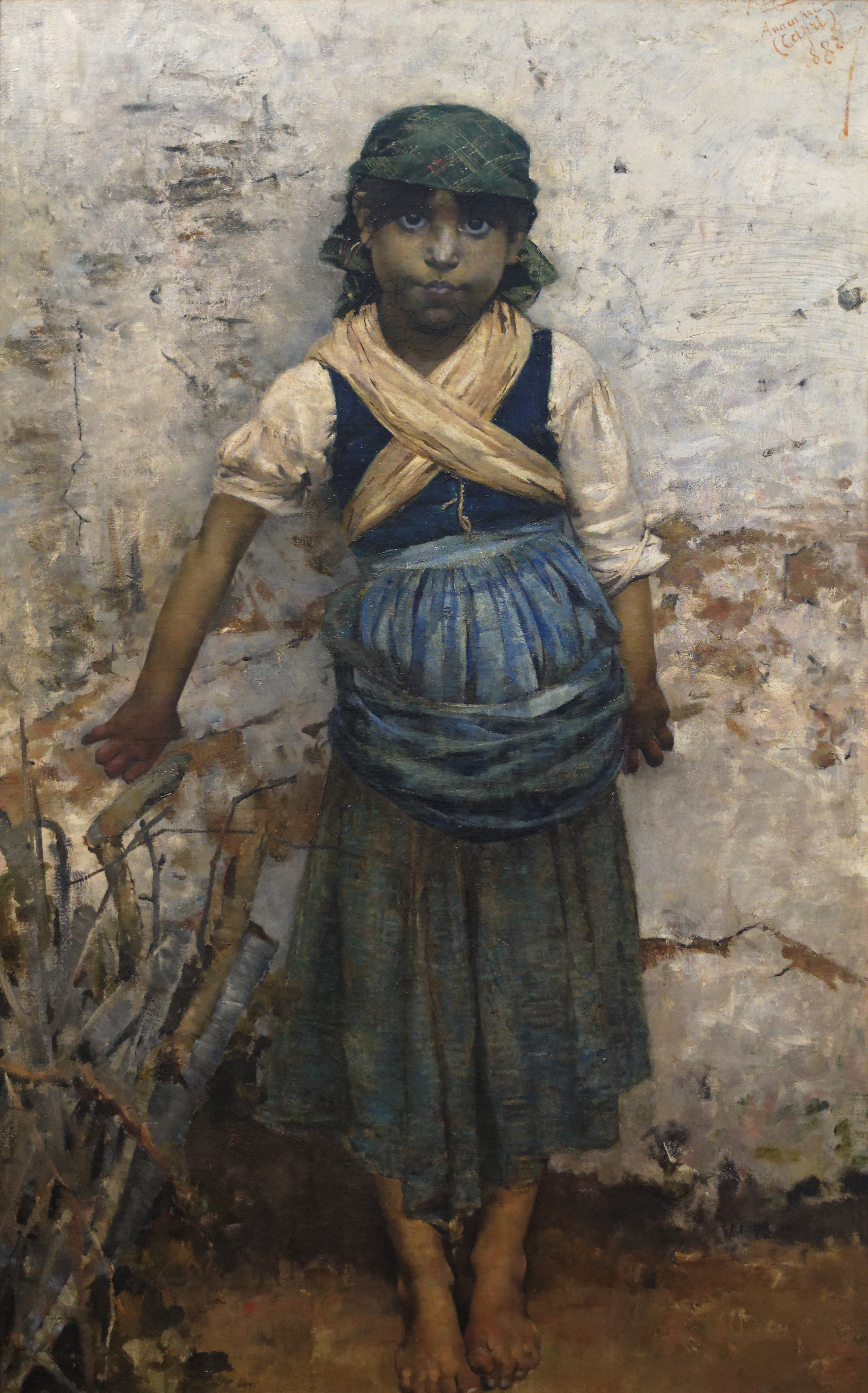
Cansada (1882)
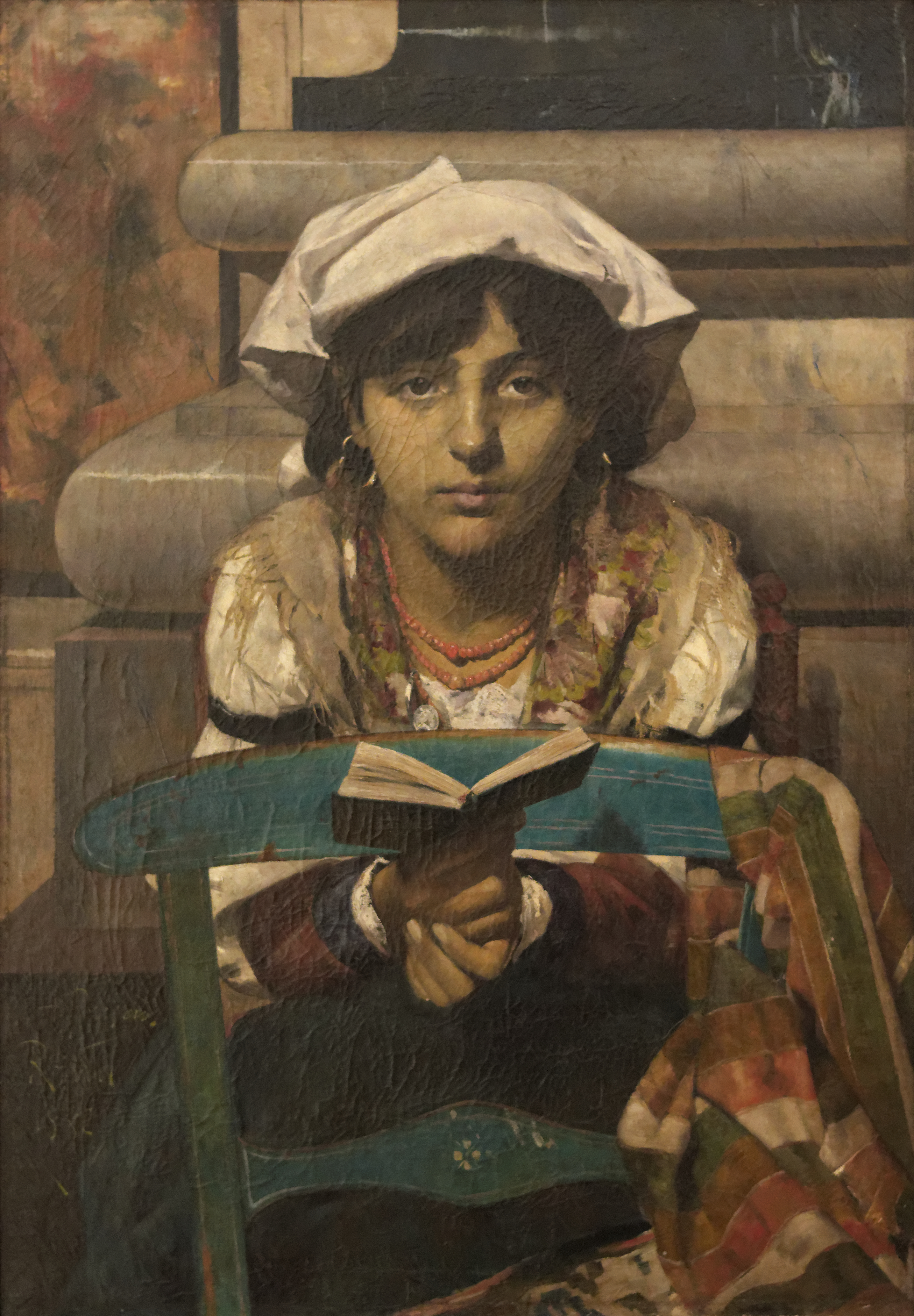
Cecilia (1882)
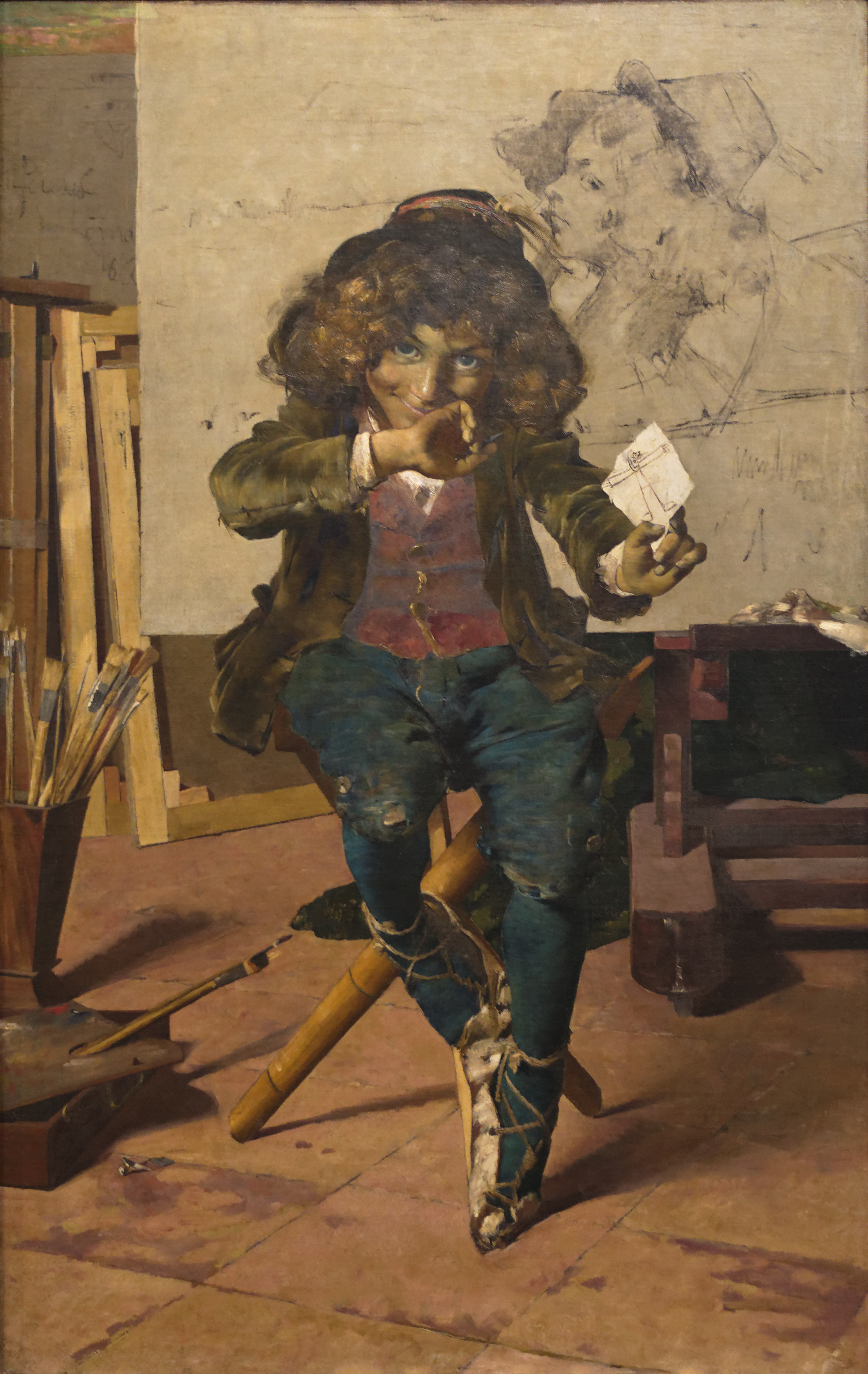
Esperando o sucesso (1882)

## Références

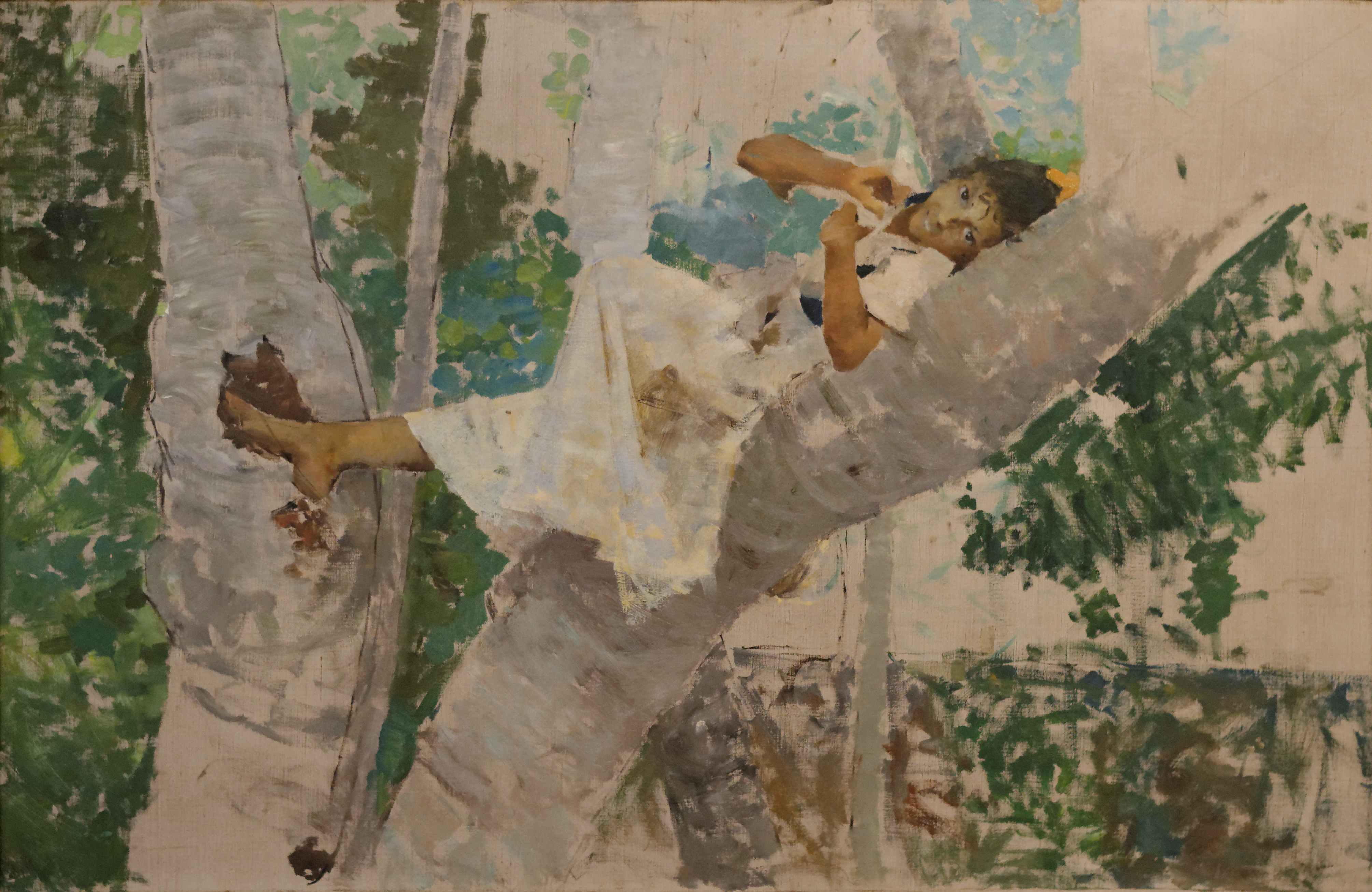
Femme se reposant dans un arbre (1883)